# Nöjesmatematik
Nöjesmatematik är ett samlingsnamn för matematik som genomförs för rekreation, självstudier eller självunderhållning, snarare än som en helt seriös yrkesverksamhet. Det innebär ofta matematiska tankenötter och spel.
Många problem inom detta område kräver inga avancerade matematikkunskaper för att lösas. Rekreationell matematik lockar ofta nyfikenhet hos amatörmatematiker, och inspirerar till deras fortsatta studier i ämnet.